# Тёмные материи
«Темные материи: Запутанные, но правдивые» — телесериал, показанный на канале Science. Шоу переносит зрителя внутрь лаборатории, занимающейся странной наукой и раскрывающей некоторые из самых странных экспериментов в истории.
Ведущий — Джон Ноубл, актёр телесериала «Грань» и «Властелин колец».
В шоу использован метод повествования и реконструкций историй.

## Эпизоды

### Сезон 1
| № | Название | Дата премьеры    |
| --- | --- | ---------------- |
| 1 | «Филадельфийский эксперимент, Армия людей обезьян, Смертельный ток» «The Philadelphia Experiment, Ape-Man Army, Zapped to Death»                 | 31 августа 2011  |
| - Филадельфийский эксперимент: В 1956 астроном и уфолог Моррис Джессуп получил необычное письмо. В нём утверждалось, что во время Второй мировой войны ВМС США провели неудачный эксперимент с невидимостью и телепортацией на эсминце "Элдридж". Поиск истины Джессупом заставил его заплатить высокую цену. | |                  |
| 2 | «У меня есть мозг Эйнштейна, Неопознанные летающие нацисты, Убийца мыслей» «I Have Einstein's Brain, Unidentified Flying Nazis, Killer Thoughts» | 7 сентября 2011  |
| - У меня есть мозг Эйнштейна: когда Альберт Эйнштейн умирает в 1955, патологоанатом, которому поручено вскрытие, крадет его мозг. Доктор Томас Харви уверен, что сможет разгадать тайну его гениальности. На самом же деле он обрекает на странное, 40-летнее хранение головной мозг в майонезной банке... - Неопознанные летающие нацисты: Огненный шар прочертил полосу над небом Пенсильвании в 1965 году.Это всего лишь метеор? Если так, зачем военным понадобилось оцепить район на несколько часов? Может тогда это всё-таки НЛО? Военные утверждают "нет".Затем один историк обнаруживает некоторые необычные свидетельства, появляющиеся с конца Второй мировой войны. Мог ли огненный шар быть доказательством того, что США заполучили часть нацистской антигравитационной технологии? - Убийца мыслей: Могла Холодная война быть выиграна лишь благодаря мыслям? И Россия, и Соединённые Штаты потратили миллионы, пытаясь развить мысле-оружие и экстрасенсорный шпионаж. Хоть ядерное оружие и выставило на посмешище подобные исследования, возможно пси-гонка вооружений продолжается. | |                  |
| 3 | «Sexy Secret Agent, Full Body Transplant, Honey I Nuked the Planet»                                                                              | 14 сентября 2011 |
| 4 | «It's Alive!, Tripping with Uncle Sam, My Hand is Killing Me»                                                                                    | 21 сентября 2011 |
| 5 | «21 Grams, Missing Cosmonauts, Sound of Death»                                                                                                   | 28 сентября 2011 |
| 6 | «Jekyll vs Hyde, How to Make a Zombie, Radio Waves of Death»                                                                                     | 5 октября 2011   |

### Сезон 2
| №  | Название                                                      | Дата премьеры   |
| -- | ------------------------------------------------------------- | --------------- |
| 1  | «Lindbergh: American Nazi?, Suicide Song, Living Organ Donor» | 14 июля 2012    |
| 2  | «Resurrection Row, Operation Brainwash, Rabid Roulette»       | 21 июля 2012    |
| 3  | «Dr. Lobotomy, Voodoo Rx, Killed by Kindness»                 | 28 июля 2012    |
| 4  | «Amnesiac, Party Poopers, Risky Radiation»                    | 4 августа 2012  |
| 5  | «Positively Poisonous, Medusa's Heroin, Beauty and Brains»    | 11 августа 2012 |
| 6  | «Creative Evil, Curiosity Killed Dr. Katskee, Bat Bomb»       | 18 августа 2012 |
| 7  | «Tuskegee STD, Do You See What I See?, Cold War Cold Case»    | 25 августа 2012 |
| 8  | «Agent Orange, Ben Franklin: Fraud Slayer?, Price of Beauty»  | 21 ноября 2012  |
| 9  | «Unabomber, Get the Lead Out, Salvation by Starvation»        | 28 ноября 2012  |
| 10 | «Human Puppets, Cadavers for Cash, Einstein's Revenge»        | 5 декабря 2012  |
| 11 | «Pavlov's Children, Alien Rain, Glow Girls»                   | 12 декабря 2012 |
| 12 | «Instrument of Espionage, Stutter Study, 'Roid Rage»          | 19 декабря 2012 |
| 13 | «Magickal Jet Propulsion, Missing Link Mystery, Typhoid Mary» | 26 декабря 2012 |